# Hypsiboas rhythmicus
Espèce
Synonymes
- Hyla rhythmicus Señaris & Ayarzagüena, 2002
- Hyla rhythmica Señaris & Ayarzagüena, 2002

Statut de conservation UICN

 DD  : Données insuffisantes
Hypsiboas rhythmicus est une espèce d'amphibiens de la famille des Hylidae.

## Répartition
Cette espèce est endémique de l'État de Bolívar au Venezuela. Elle se rencontre vers 1 600 m d'altitude sur le Cerro Jaua,.

## Publication originale
- Señaris & Ayarzagüena, 2002 : A New Species of Hyla (Anura: Hylidae) from the Highlands of Venezuelan Guayana. Journal of Herpetology, vol. 36, no 4, p. 634-640.